# Jota Mombaça
Jota Mombaça, también conocida como Monstrx, K-trinx y Errátika, (Natal, 1991) es una escritora y artista de performance brasileña que trabaja en torno a las relaciones entre monstruosidad y humanidad, los estudios queer, la diáspora, violencia y resiliencia, justicia anticolonial, ficción visionária y tensiones entre arte y política en las producciones de conocimientos del Sur-del-Sur globalizado.

## Trayectoria
Mombaça forma parte de una generación de artistas activistas centrados en el debate sobre la descolonización y el racismo a partir de las dimensiones de clase social y de identidad de género. Se define a sí misma como "marica no binaria, racializada como parda, nacida y creada en el nordeste de Brasil".

## Obra
- 2020: Black El Dorado. Con la artista Ikí Yos Piña Narváez. Residencia artística en el ámbito del Pernod Ricard Fellowship, Villa Vassilief, París, Francia.[4]

- 2020: The Daughters of the Driest Rain. Bienalle of Sydney, en la Isla de Cockatoo, Australia.[5]

- 2019: Fragment of "Towards a Gender Disobedient and Anticolonial Redistribution of Violence": Naming the Norm.[6]
- 2019: Não Vão Nos Matar Agora. (No Nos Van a Matar Ahora). Antología publicada por EGEAC, en Lisboa, Portugal.[7]

- 2018: Dor, Dívida, Dilema: O que significa descolonizar. (Dolor, Deuda, Dilema: qué significa descolonizar). Praia do Homem do Leme, Oporto, Portugal.[8]

- 2018: Ocupación Jota Mombaça. Exposición en la Galería Municipal da Avenida da Índia, en Lisboa, Portugal.[3]

- 2013: Gordo Pass. Performance.[9][10]

- 2013: Cuerpo-colonia. Performance  realizada  en el marco del seminario  “Que pode un Korpo?” en la Universidad Federal do  Rio Grande do Norte, Brasil.[11][1]